# Románia a 2016. évi nyári olimpiai játékokon
Románia a brazíliai Rio de Janeiróban megrendezett 2016. évi nyári olimpiai játékok egyik részt vevő nemzete volt. Az országot az olimpián 14 sportágban 95 sportoló képviselte, akik összesen 4 érmet szereztek.

## Birkózás

### Férfi
Kötöttfogású
| Versenyző            | Versenyszám | Selejtező                       | Nyolcaddöntő              | Negyeddöntő                   | Elődöntő          | Vigaszág első kör | Vigaszág elődöntő             | Bronz- mérkőzés        | Döntő             | Helyezés |
| Versenyző            | Versenyszám | Ellenfél Eredmény               | Ellenfél Eredmény         | Ellenfél Eredmény             | Ellenfél Eredmény | Ellenfél Eredmény | Ellenfél Eredmény             | Ellenfél Eredmény      | Ellenfél Eredmény | Helyezés |
| -------------------- | ----------- | ------------------------------- | ------------------------- | ----------------------------- | ----------------- | ----------------- | ----------------------------- | ---------------------- | ----------------- | -------- |
| Ion Panait           | 66 kg       | Iszlam-Beka Albijev (RUS) · 2–4 | kiesett                   | kiesett                       | kiesett           | kiesett           | kiesett                       | kiesett                | kiesett           | 12.      |
| Alin Alexuc-Ciurariu | 98 kg       | erőnyerő                        | Hamdy El-Said (EGY) · 3–2 | Artur Alekszanján (ARM) · 0–8 |                   |                   | Daigoro Timoncini (ITA) · 3–0 | Cenk İldem (TUR) · 0–4 |                   | 5.       |

Szabadfogású
| Versenyző      | Versenyszám | Selejtező         | Nyolcaddöntő               | Negyeddöntő                           | Elődöntő          | Vigaszág első kör | Vigaszág elődöntő          | Bronz- mérkőzés               | Döntő             | Helyezés |
| Versenyző      | Versenyszám | Ellenfél Eredmény | Ellenfél Eredmény          | Ellenfél Eredmény                     | Ellenfél Eredmény | Ellenfél Eredmény | Ellenfél Eredmény          | Ellenfél Eredmény             | Ellenfél Eredmény | Helyezés |
| -------------- | ----------- | ----------------- | -------------------------- | ------------------------------------- | ----------------- | ----------------- | -------------------------- | ----------------------------- | ----------------- | -------- |
| Ivan Guidea    | 57 kg       | erőnyerő          | Szulejman Atli (TUR) · 8–3 | Vladimir Dubov (BUL) · 0–10 kétvállas | kiesett           | kiesett           | kiesett                    | kiesett                       | kiesett           | 11.      |
| Albert Saritov | 97 kg       | erőnyerő          | Nicolai Ceban (MDA) · 5–2  | Kyle Frederick Snyder (USA) · 0–7     |                   |                   | Javier Cortina (CUB) · 8–1 | Elizbar Odikadze (GEO) · 10–0 |                   |          |

### Női
Szabadfogású
| Versenyző  | Versenyszám | Selejtező         | Nyolcaddöntő               | Negyeddöntő       | Elődöntő          | Vigaszág első kör | Vigaszág elődöntő | Bronz- mérkőzés   | Döntő             | Helyezés |
| Versenyző  | Versenyszám | Ellenfél Eredmény | Ellenfél Eredmény          | Ellenfél Eredmény | Ellenfél Eredmény | Ellenfél Eredmény | Ellenfél Eredmény | Ellenfél Eredmény | Ellenfél Eredmény | Helyezés |
| ---------- | ----------- | ----------------- | -------------------------- | ----------------- | ----------------- | ----------------- | ----------------- | ----------------- | ----------------- | -------- |
| Emilia Vuc | 48 kg       | erőnyerő          | Vinesh Phogat (IND) · 0–11 | kiesett           | kiesett           | kiesett           | kiesett           | kiesett           | kiesett           | 18.      |

## Cselgáncs
Férfi
| Versenyző    | Versenyszám | 32-es főtábla                         | Nyolcaddöntő                            | Negyeddöntő       | Elődöntő          | Vigaszág elődöntő | Bronz- mérkőzés   | Döntő             | Helyezés |
| Versenyző    | Versenyszám | Ellenfél Eredmény                     | Ellenfél Eredmény                       | Ellenfél Eredmény | Ellenfél Eredmény | Ellenfél Eredmény | Ellenfél Eredmény | Ellenfél Eredmény | Helyezés |
| ------------ | ----------- | ------------------------------------- | --------------------------------------- | ----------------- | ----------------- | ----------------- | ----------------- | ----------------- | -------- |
| Daniel Natea | Nehézsúly   | Kunathip Yea-on (THA) · 100(0)-000(0) | Abdullo Tangriyev (UZB) · 000(1)–110(1) | kiesett           | kiesett           |                   |                   |                   | 9.       |

Női
| Versenyző        | Versenyszám | Selejtező                                | Nyolcaddöntő                       | Negyeddöntő                            | Elődöntő                            | Vigaszág elődöntő                   | Bronz- mérkőzés                      | Döntő             | Helyezés |
| Versenyző        | Versenyszám | Ellenfél Eredmény                        | Ellenfél Eredmény                  | Ellenfél Eredmény                      | Ellenfél Eredmény                   | Ellenfél Eredmény                   | Ellenfél Eredmény                    | Ellenfél Eredmény | Helyezés |
| ---------------- | ----------- | ---------------------------------------- | ---------------------------------- | -------------------------------------- | ----------------------------------- | ----------------------------------- | ------------------------------------ | ----------------- | -------- |
| Monica Ungureanu | Légsúly     | Charline Van Snick (BEL) · 000(1)–100(0) | kiesett                            | kiesett                                | kiesett                             |                                     |                                      |                   | 17.      |
| Andreea Chiţu    | Harmatsúly  | erőnyerő                                 | Laura Gómez (ESP) · 101(0)-000(0)  | Odette Giuffrida (ITA) · 000(0)–001(2) |                                     | Érika Miranda (BRA) · 010(0)–100(1) | kiesett                              |                   | 7.       |
| Corina Căprioriu | Könnyűsúly  | erőnyerő                                 | Nora Gjakova (KOS) · 002(3)-000(1) | Lien Chen-ling (TPE) · 100(0)-000(0)   | Rafaela Silva (BRA) · 000(1)–010(1) |                                     | Telma Monteiro (POR) · 000(2)–001(3) |                   | 5.       |

## Evezés
Férfi
| Versenyző                                                                 | Versenyszám              | Előfutam | Előfutam | Vigaszág | Vigaszág | Elődöntő | Elődöntő | Elődöntő | Döntő   | Döntő   | Döntő   | Helyezés |
| Versenyző                                                                 | Versenyszám              | Idő      | Hely.    | Idő      | Hely.    | Idő      | Hely.    | Típus    | Típus   | Idő     | Hely.   | Helyezés |
| ------------------------------------------------------------------------- | ------------------------ | -------- | -------- | -------- | -------- | -------- | -------- | -------- | ------- | ------- | ------- | -------- |
| Cristi-Ilie Pârghie George Alexandru Pălămariu                            | Kormányos nélküli kettes | 6:51,71  | 3.       | erőnyerő | erőnyerő | A/B      | 6:48,17  | 6.       | B       | 7:13,68 | 6.      | 12.      |
| Vlad Dragoș Aicoboae Constantin Adam Marius Cozmiuc Toader-Andrei Gontaru | Kormányos nélküli négyes | 6:02,56  | 4.       | 6:39,64  | 4.       | kiesett  | kiesett  | kiesett  | kiesett | kiesett | kiesett | 13.      |

Női
| Versenyző | Versenyszám              | Előfutam | Előfutam | Vigaszág | Vigaszág | Elődöntő | Elődöntő | Elődöntő | Döntő | Döntő   | Döntő | Helyezés |
| Versenyző | Versenyszám              | Idő      | Hely.    | Idő      | Hely.    | Típus    | Idő      | Hely.    | Típus | Idő     | Hely. | Helyezés |
| --- | ------------------------ | -------- | -------- | -------- | -------- | -------- | -------- | -------- | ----- | ------- | ----- | -------- |
| Ionela Cozmiuc Gianina Beleagă | Könnyűsúlyú kétpárevezős | 7:07,29  | 3.       | 8:00,47  | 1.       | A/B      | 7:21,38  | 4.       | B     | 7:24,61 | 2.    | 8.       |
| Mădălina Bereș Laura Oprea | Kormányos nélküli kettes | 7:18,16  | 5.       | 7:55,25  | 1.       | A/B      | 7:29,20  | 4.       | B     | 7:19,63 | 3.    | 9.       |
| Roxana Cogianu Ioana Strungaru Milhaela Petrilă Iuliana Popa Mădălina Bereș Laura Oprea Adelina Boguș Andreea Boghian Daniela Druncea (kormányos) | Nyolcas                  | 6:16,24  | 3.       | 6:32,63  | 2.       |          |          |          | A     | 6:04,10 | 3.    |          |

## Kerékpározás

### Országúti kerékpározás
Férfi
| Versenyző       | Versenyszám   | Idő           | Helyezés      |
| --------------- | ------------- | ------------- | ------------- |
| Serghei Țvetcov | Mezőnyverseny | nem ért célba | nem ért célba |

## Kézilabda

### Női
| Román női kézilabdacsapat-játékoskeret                                                                                           | Román női kézilabdacsapat-játékoskeret                                                                                    |
| --- | --- |
| - Valentina Ardean-Elisei - Aurelia Brădeanu - Eliza Buceschi - Florina Chintoan - Laura Chiper - Melinda Geiger - Camelia Hotea | - Oana Manea - Ionica Munteanu - Cristina Neagu - Gabriela Perianu - Szűcs Gabriella - Paula Ungureanu - Patricia Vizitiu |

#### Eredmények
Csoportkör
A csoport
| Hely. | Csapat              | M | Gy | D | V | G+  | G–  | Gk  | P | Továbbjutás |
| ----- | ------------------- | - | -- | - | - | --- | --- | --- | - | ----------- |
| 1.    | Brazília (BRA) (R)  | 5 | 4  | 0 | 1 | 138 | 117 | +21 | 8 | Negyeddöntő |
| 2.    | Norvégia (NOR)      | 5 | 4  | 0 | 1 | 141 | 121 | +20 | 8 | Negyeddöntő |
| 3.    | Spanyolország (ESP) | 5 | 3  | 0 | 2 | 125 | 116 | +9  | 6 | Negyeddöntő |
| 4.    | Angola (ANG)        | 5 | 2  | 0 | 3 | 116 | 128 | −12 | 4 | Negyeddöntő |
| 5.    | Románia (ROU)       | 5 | 2  | 0 | 3 | 108 | 119 | −11 | 4 |             |
| 6.    | Montenegró (MNE)    | 5 | 0  | 0 | 5 | 107 | 134 | −27 | 0 |             |

| 2016. augusztus 6. 19:50 (00:50) | Románia (ROU) | 19–23       | Angola (ANG) | Future Arena, Rio de Janeiro Játékvezetők: Koo, Lee (KOR) |
| 2016. augusztus 6. 19:50 (00:50) | Neagu 8       | (9–11)      | Guialo 5     | Future Arena, Rio de Janeiro Játékvezetők: Koo, Lee (KOR) |
| 2016. augusztus 6. 19:50 (00:50) | 5× 2×         | Jegyzőkönyv | 2× 3×        | Future Arena, Rio de Janeiro Játékvezetők: Koo, Lee (KOR) |

| 2016. augusztus 8. 16:40 (21:40) | Brazília (BRA) | 26–13       | Románia (ROU) | Future Arena, Rio de Janeiro Játékvezetők: Bonaventura, Bonaventura (FRA) |
| 2016. augusztus 8. 16:40 (21:40) | Belo 8         | (14–9)      | Neagu 6       | Future Arena, Rio de Janeiro Játékvezetők: Bonaventura, Bonaventura (FRA) |
| 2016. augusztus 8. 16:40 (21:40) | 2× 2× 1×       | Jegyzőkönyv | 4× 2×         | Future Arena, Rio de Janeiro Játékvezetők: Bonaventura, Bonaventura (FRA) |

| 2016. augusztus 10. 11:30 (16:30) | Románia (ROU) | 25–21       | Montenegró (MNE) | Future Arena, Rio de Janeiro Játékvezetők: Elsayed, Rashed (EGY) |
| 2016. augusztus 10. 11:30 (16:30) | Neagu 10      | (11–9)      | Bulatović 9      | Future Arena, Rio de Janeiro Játékvezetők: Elsayed, Rashed (EGY) |
| 2016. augusztus 10. 11:30 (16:30) | 4× 3×         | Jegyzőkönyv | 4× 4×            | Future Arena, Rio de Janeiro Játékvezetők: Elsayed, Rashed (EGY) |

| 2016. augusztus 12. 14:40 (19:40) | Románia (ROU) | 24–21       | Spanyolország (ESP) | Future Arena, Rio de Janeiro Játékvezetők: Bonaventura, Bonaventura (FRA) |
| 2016. augusztus 12. 14:40 (19:40) | Neagu 9       | (13–11)     | három játékos 4     | Future Arena, Rio de Janeiro Játékvezetők: Bonaventura, Bonaventura (FRA) |
| 2016. augusztus 12. 14:40 (19:40) | 2× 2×         | Jegyzőkönyv | 1× 3×               | Future Arena, Rio de Janeiro Játékvezetők: Bonaventura, Bonaventura (FRA) |

| 2016. augusztus 14. 16:40 (21:40) | Norvégia (NOR) | 28–27       | Románia (ROU) | Future Arena, Rio de Janeiro Játékvezetők: Alpaidze, Berezkina (RUS) |
| 2016. augusztus 14. 16:40 (21:40) | Kristiansen 7  | (14–13)     | Neagu 11      | Future Arena, Rio de Janeiro Játékvezetők: Alpaidze, Berezkina (RUS) |
| 2016. augusztus 14. 16:40 (21:40) | 6× 3×          | Jegyzőkönyv | 6× 3×         | Future Arena, Rio de Janeiro Játékvezetők: Alpaidze, Berezkina (RUS) |

| Csapat        | Helyezés |
| ------------- | -------- |
| Románia (ROU) | 9.       |

## Ökölvívás
Férfi
| Versenyző    | Versenyszám     | Selejtező         | Nyolcaddöntő                 | Negyeddöntő       | Elődöntő          | Döntő             | Helyezés |
| Versenyző    | Versenyszám     | Ellenfél Eredmény | Ellenfél Eredmény            | Ellenfél Eredmény | Ellenfél Eredmény | Ellenfél Eredmény | Helyezés |
| ------------ | --------------- | ----------------- | ---------------------------- | ----------------- | ----------------- | ----------------- | -------- |
| Mihai Nistor | Szupernehézsúly | erőnyerő          | Hussein Iashaish (JOR) · 1-2 | kiesett           | kiesett           | kiesett           | 9.       |

## Sportlövészet
Férfi
| Versenyző       | Versenyszám | Selejtező | Selejtező | Döntő   | Döntő    |
| Versenyző       | Versenyszám | Pont      | Helyezés  | Pont    | Helyezés |
| --------------- | ----------- | --------- | --------- | ------- | -------- |
| Alin Moldoveanu | Légpuska    | 622,7     | 19.       | kiesett | kiesett  |

## Súlyemelés
Férfi
| Versenyző         | Versenyszám | Szakítás | Szakítás | Lökés                    | Lökés                    | Összesen | Helyezés |
| Versenyző         | Versenyszám | Eredmény | Helyezés | Eredmény                 | Helyezés                 | Összesen | Helyezés |
| ----------------- | ----------- | -------- | -------- | ------------------------ | ------------------------ | -------- | -------- |
| Dumitru Captari   | 77 kg       | 145      | 13.      | érvényes kísérlet nélkül | érvényes kísérlet nélkül | kiesett  | kiesett  |
| Gabriel Sîncrăian | 85 kg       | kizárták | kizárták | kizárták                 | kizárták                 | kizárták | kizárták |

Női
| Versenyző             | Versenyszám | Szakítás | Szakítás | Lökés                    | Lökés                    | Összesen | Helyezés |
| Versenyző             | Versenyszám | Eredmény | Helyezés | Eredmény                 | Helyezés                 | Összesen | Helyezés |
| --------------------- | ----------- | -------- | -------- | ------------------------ | ------------------------ | -------- | -------- |
| Florina Sorina Hulpan | 69 kg       | 100      | 11.      | érvényes kísérlet nélkül | érvényes kísérlet nélkül | kiesett  | kiesett  |
| Andreea Aanei         | +75 kg      | 120      | 6.       | 145                      | 10.                      | 265      | 8.       |

## Tenisz
Férfi
| Versenyző                 | Versenyszám | 32-es főtábla                                                    | Nyolcaddöntő                                                                    | Negyeddöntő                                                  | Elődöntő                                                      | Bronz- mérkőzés   | Döntő                                                           | Helyezés |
| Versenyző                 | Versenyszám | Ellenfél Eredmény                                                | Ellenfél Eredmény                                                               | Ellenfél Eredmény                                            | Ellenfél Eredmény                                             | Ellenfél Eredmény | Ellenfél Eredmény                                               | Helyezés |
| ------------------------- | ----------- | ---------------------------------------------------------------- | ------------------------------------------------------------------------------- | ------------------------------------------------------------ | ------------------------------------------------------------- | ----------------- | --------------------------------------------------------------- | -------- |
| Florin Mergea Horia Tecău | Páros       | Argentína (ARG) · Federico Delbonis · Guillermo Durán · 6-3, 6-2 | Mexikó (MEX) · Santiago González · Miguel Ángel Reyes-Varela · 6-3, · 7-6(11–9) | Brazília (BRA) · Marcelo Melo · Bruno Soares · 6-4, 5-7, 6-2 | Egyesült Államok (USA) · Steve Johnson · Jack Sock · 6-3, 7-5 |                   | Spanyolország (ESP) · Marc López · Rafael Nadal · 2-6, 6-3, 4-6 |          |

Női
| Versenyző                           | Versenyszám | 64-es főtábla                         | 32-es főtábla                                                                                    | Nyolcaddöntő                                                           | Negyeddöntő       | Elődöntő          | Bronz- mérkőzés   | Döntő             | Helyezés |
| Versenyző                           | Versenyszám | Ellenfél Eredmény                     | Ellenfél Eredmény                                                                                | Ellenfél Eredmény                                                      | Ellenfél Eredmény | Ellenfél Eredmény | Ellenfél Eredmény | Ellenfél Eredmény | Helyezés |
| ----------------------------------- | ----------- | ------------------------------------- | ------------------------------------------------------------------------------------------------ | ---------------------------------------------------------------------- | ----------------- | ----------------- | ----------------- | ----------------- | -------- |
| Irina-Camelia Begu                  | Egyes       | Doi Miszaki (JPN) · 4-6, 6-3, 3-6     | kiesett                                                                                          | kiesett                                                                | kiesett           | kiesett           | kiesett           | kiesett           | 33.      |
| Andreea Mitu                        | Egyes       | Garbiñe Muguruza (ESP) · 2-6, 2-6     | kiesett                                                                                          | kiesett                                                                | kiesett           | kiesett           | kiesett           | kiesett           | 33.      |
| Monica Niculescu                    | Egyes       | Verónica Cepede Royg (PAR) · 6-2, 6-3 | Szvetlana Kuznyecova (RUS) · visszalépett                                                        | kiesett                                                                | kiesett           | kiesett           | kiesett           | kiesett           | 17.      |
| Irina-Camelia Begu Monica Niculescu | Páros       |                                       | Tajvan (TPE) · Csang Hao-csing (Chan Hao-ching) · Csan Jung-zsan (Chan Yung-jan) · 7-5, 4-6, 3-6 | kiesett                                                                | kiesett           | kiesett           | kiesett           | kiesett           | 17.      |
| Andreea Mitu Raluca Olaru           | Páros       |                                       | Magyarország (HUN) · Babos Tímea · Jani Réka Luca · 6-3, 6-4                                     | Oroszország (RUS) · Jekatyerina Makarova · Jelena Vesznyina · 1-6, 4-6 | kiesett           | kiesett           | kiesett           | kiesett           | 9.       |

Vegyes
| Versenyző                      | Versenyszám | Nyolcaddöntő                                                                         | Negyeddöntő                                                   | Elődöntő          | Bronz- mérkőzés   | Döntő             | Helyezés |
| Versenyző                      | Versenyszám | Ellenfél Eredmény                                                                    | Ellenfél Eredmény                                             | Ellenfél Eredmény | Ellenfél Eredmény | Ellenfél Eredmény | Helyezés |
| ------------------------------ | ----------- | ------------------------------------------------------------------------------------ | ------------------------------------------------------------- | ----------------- | ----------------- | ----------------- | -------- |
| Irina-Camelia Begu Horia Tecău | Páros       | Lengyelország (POL) · Łukasz Kubot · Agnieszka Radwańska · 4-6, · 7-6(7–1), [10]–[8] | Csehország (CZE) · Lucie Hradecká · Radek Štěpánek · 4-6, 5-7 | kiesett           | kiesett           | kiesett           | 5.       |

## Torna
Férfi
| Versenyző         | Versenyszám      | Selejtező | Selejtező | Döntő    | Döntő    |
| Versenyző         | Versenyszám      | Pontszám  | Helyezés  | Pontszám | Helyezés |
| ----------------- | ---------------- | --------- | --------- | -------- | -------- |
| Marian Drăgulescu | Talaj            | 12,800    | 67.       | kiesett  | kiesett  |
| Marian Drăgulescu | Ugrás            | 15,283    | 5.        | 15,449   | 4.       |
| Marian Drăgulescu | Nyújtó           | 12,166    | 70.       | kiesett  | kiesett  |
| Andrei Muntean    | Talaj            | 13,733    | 53.       | kiesett  | kiesett  |
| Andrei Muntean    | Ugrás            | 14,483    | 13.       | kiesett  | kiesett  |
| Andrei Muntean    | Korlát           | 15,466    | 9.        | 15,600   | 6.       |
| Andrei Muntean    | Nyújtó           | 13,833    | 49.       | kiesett  | kiesett  |
| Andrei Muntean    | Gyűrű            | 13,700    | 55.       | kiesett  | kiesett  |
| Andrei Muntean    | Lólengés         | 12,500    | 67.       | kiesett  | kiesett  |
| Andrei Muntean    | Egyéni összetett | 83,865    | 36.       | kiesett  | kiesett  |

Női
| Versenyző      | Versenyszám | Selejtező | Selejtező | Döntő    | Döntő    |
| Versenyző      | Versenyszám | Pontszám  | Helyezés  | Pontszám | Helyezés |
| -------------- | ----------- | --------- | --------- | -------- | -------- |
| Cătălina Ponor | Talaj       | 14,200    | 14.       | kiesett  | kiesett  |
| Cătălina Ponor | Gerenda     | 14,900    | 5.        | 14,000   | 7.       |

### Ritmikus gimnasztika
| Versenyző            | Versenyszám | Selejtező | Selejtező | Selejtező | Selejtező | Selejtező | Selejtező | Selejtező | Selejtező | Selejtező | Selejtező | Döntő   | Döntő   | Döntő   | Döntő   | Döntő    | Döntő    | Döntő   | Döntő   | Döntő    | Döntő    | Helyezés |
| Versenyző            | Versenyszám | Karika    | Karika    | Labda     | Labda     | Buzogány  | Buzogány  | Szalag    | Szalag    | Összesen  | Összesen  | Karika  | Karika  | Labda   | Labda   | Buzogány | Buzogány | Szalag  | Szalag  | Összesen | Összesen | Helyezés |
| Versenyző            | Versenyszám | Pont      | Hely.     | Pont      | Hely.     | Pont      | Hely.     | Pont      | Hely.     | Pont      | Hely.     | Pont    | Hely.   | Pont    | Hely.   | Pont     | Hely.    | Pont    | Hely.   | Pont     | Hely.    | Helyezés |
| -------------------- | ----------- | --------- | --------- | --------- | --------- | --------- | --------- | --------- | --------- | --------- | --------- | ------- | ------- | ------- | ------- | -------- | -------- | ------- | ------- | -------- | -------- | -------- |
| Ana Luiza Filiorianu | Egyéni      | 16,850    | 21.       | 16,800    | 20.       | 16,808    | 22.       | 17,000    | 15.       | 67,458    | 22.       | kiesett | kiesett | kiesett | kiesett | kiesett  | kiesett  | kiesett | kiesett | kiesett  | kiesett  | 22.      |

## Úszás
Férfi
| Versenyző                                               | Versenyszám     | Előfutam | Előfutam | Előfutam | Elődöntő | Elődöntő | Elődöntő | Döntő   | Döntő    |
| Versenyző                                               | Versenyszám     | Idő      | Hely.    | Össz.    | Idő      | Hely.    | Össz.    | Idő     | Helyezés |
| ------------------------------------------------------- | --------------- | -------- | -------- | -------- | -------- | -------- | -------- | ------- | -------- |
| Norbert Trandafir                                       | 50 m gyors      | 22,10    | 6.       | 16.      | 21,99    | 7.       | 14.      | kiesett | kiesett  |
| Marius Radu                                             | 100 m gyors     | 49,57    | 7.       | 38.      | kiesett  | kiesett  | kiesett  | kiesett | kiesett  |
| Robert Glință                                           | 100 m hát       | 53,51    | 2.       | 9.       | 53,34    | 4.       | 8.       | 53,50   | 8.       |
| Robert Glință                                           | 200 m hát       | 1:57,91  | 1.       | 18.      | kiesett  | kiesett  | kiesett  | kiesett | kiesett  |
| Marius Radu Daniel Macovei Alin Coste Norbert Trandafir | 4 × 100 m gyors | 3:17,03  | 8.       | 14.      |          |          |          | kiesett | kiesett  |

Női
| Versenyző        | Versenyszám | Előfutam | Előfutam | Előfutam | Elődöntő | Elődöntő | Elődöntő | Döntő   | Döntő    |
| Versenyző        | Versenyszám | Idő      | Hely.    | Össz.    | Idő      | Hely.    | Össz.    | Idő     | Helyezés |
| ---------------- | ----------- | -------- | -------- | -------- | -------- | -------- | -------- | ------- | -------- |
| Ana-Iulia Dascăl | 100 m gyors | 58,72    | 5.       | 36.      | kiesett  | kiesett  | kiesett  | kiesett | kiesett  |

## Vívás
Férfi
| Versenyző          | Versenyszám  | Selejtező         | 32-es főtábla                   | Nyolcaddöntő                     | Negyeddöntő                 | Elődöntő          | Bronz- mérkőzés   | Döntő             | Helyezés |
| Versenyző          | Versenyszám  | Ellenfél Eredmény | Ellenfél Eredmény               | Ellenfél Eredmény                | Ellenfél Eredmény           | Ellenfél Eredmény | Ellenfél Eredmény | Ellenfél Eredmény | Helyezés |
| ------------------ | ------------ | ----------------- | ------------------------------- | -------------------------------- | --------------------------- | ----------------- | ----------------- | ----------------- | -------- |
| Tiberiu Dolniceanu | Kard, egyéni |                   | Szun Vej (Sun Wei) (CHN) · 15-7 | Seppe Van Holsbeke (BEL) · 15-13 | Szilágyi Áron (HUN) · 10-15 | kiesett           | kiesett           | kiesett           | 5.       |

Női
| Versenyző                                                 | Versenyszám       | Selejtező                       | 32-es főtábla              | Nyolcaddöntő                               | Negyeddöntő                                                                         | Elődöntő                                                                          | Bronz- mérkőzés   | Döntő | Helyezés |
| Versenyző                                                 | Versenyszám       | Ellenfél Eredmény               | Ellenfél Eredmény          | Ellenfél Eredmény                          | Ellenfél Eredmény                                                                   | Ellenfél Eredmény                                                                 | Ellenfél Eredmény | Ellenfél Eredmény | Helyezés |
| --------------------------------------------------------- | ----------------- | ------------------------------- | -------------------------- | ------------------------------------------ | ----------------------------------------------------------------------------------- | --------------------------------------------------------------------------------- | ----------------- | --- | -------- |
| Mălina Călugăreanu                                        | Tőr, egyéni       | Bia Bulcão (BRA) · 12-15        | kiesett                    | kiesett                                    | kiesett                                                                             | kiesett                                                                           | kiesett           | kiesett | 34.      |
| Simona Gherman                                            | Párbajtőr, egyéni | erőnyerő                        | Lauren Rembi (FRA) · 10-13 | kiesett                                    | kiesett                                                                             | kiesett                                                                           | kiesett           | kiesett | 19.      |
| Simona Pop                                                | Párbajtőr, egyéni | Leonora Mackinnon (CAN) · 10-15 | kiesett                    | kiesett                                    | kiesett                                                                             | kiesett                                                                           | kiesett           | kiesett | 33.      |
| Ana Maria Popescu                                         | Párbajtőr, egyéni | erőnyerő                        | Auriane Mallo (FRA) · 15-8 | Cshö Indzsong (Choi In-jeong) (KOR) · 8-15 | kiesett                                                                             | kiesett                                                                           | kiesett           | kiesett | 9.       |
| Loredana Dinu Simona Gherman Simona Pop Ana Maria Popescu | Párbajtőr, csapat |                                 |                            | erőnyerő                                   | Egyesült Államok (USA) · Katharine Holmes · Courtney Hurley · Kelley Hurley · 24-23 | Oroszország (RUS) · Violetta Kolobova · Tatyjana Logunova · Ljubov Sutova · 45-31 |                   | Kína (CHN) · Hszü An-csi (Xu Anqi) · Hao Csia-lu (Hao Jialu) · Szun Ji-ven (Sun Yiwen) · Szun Jü-csie (Sun Yujie) · 44-38 |          |